# 鎖式化合物
化学において、鎖式化合物（さしきかごうぶつ、英語: open chain compound）または非環式化合物（ひかんしきかごうぶつ、英語: acyclic compound）とは、直線状で環が一つもない分子構造の化合物のことである。鎖式化合物のうち分枝が無いものを直鎖化合物（ちょくさかごうぶつ、英語: straight-chain compound）と呼ぶ。

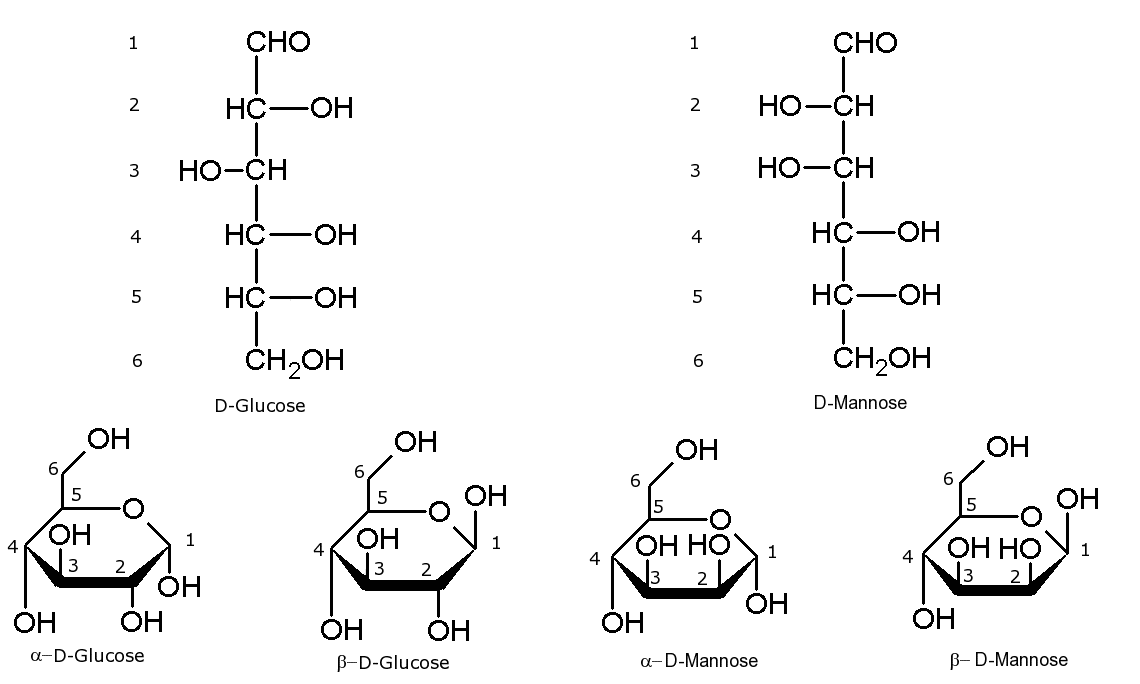
水溶液中では、グルコースやマンノースなどの糖類は鎖状構造と環状構造の平衡の状態にある。

|            |            |            |
| 鎖式化合物 | 直鎖化合物 | 環式化合物 |